# Phyllophaga reevesi
Phyllophaga reevesi är en skalbaggsart som beskrevs av Saylor 1939. Phyllophaga reevesi ingår i släktet Phyllophaga och familjen Melolonthidae. Inga underarter finns listade i Catalogue of Life.